# KRC Genk Ladies
KRC Genk Ladies – kobieca sekcja belgijskiego klubu piłki nożnej KRC Genk, mający siedzibę w mieście Genk, na wschodzie kraju, występujący od sezonu 2015/16 w rozgrywkach Super League, a wcześniej, w latach 2001/02 i 2003–2005 w rozgrywkach Eerste Klasse.

## Historia
Chronologia nazw:
- 1971: Hewian Girls Lanaken
- 2007: DV Lanaken
- 2013: DVL Zonhoven – po dołączeniu do DV Zonhoven
- 2015: Ladies Genk
- 2016: KRC Genk Ladies – po dołączeniu do KRC Genk

Kobieca drużyna piłkarska Hewian Girls Lanaken została założona w Neerharen około 1971 roku. Początkowo drużyna kobiet startowała w prowincjalnych rozgrywkach Limburgii. Dopiero w 1997 roku zespół awansował do krajowej Tweede Klasse (D2). Jednak w pierwszym sezonie na poziomie krajowym zajął przedostatnie miejsce i po roku spadł z powrotem do ligi prowincjonalnej. W 1999 roku klub powrócił do drugiej ligi, gdzie tym razem był w stanie się utrzymać. W drugim sezonie został nawet zwycięzcą serii i tym samym w 2001 roku po raz pierwszy awansował na najwyższy poziom krajowy do Eerste Klasse. W debiutowym sezonie 2001/02 zajął przedostatnie 13.miejsce i spadł do Tweede Klasse. W następnym sezonie zajął tam drugie miejsce i w 2003 roku mógł wrócić do Eerste Klasse. Tym razem został sklasyfikowany w środku tabeli. Ale w drugim sezonie zajął ostatnie miejsce z zerem punktów i w 2005 roku spadł z powrotem do drugiej ligi. W pierwszym sezonie po spadku uplasował się na środkowej lokacie, ale później osiągał coraz gorsze wyniki, a w sezonie 2006/07, ostatnim sezonie pod ówczesną nazwą, klub zajął miejsce tuż nad miejscami spadkowymi. W 2007 roku nazwę klubu zmieniono na DV Lanaken, ale pod nową nazwą zespół w 2008 roku zajął przedostatnie miejsce i spadł do Derde Klasse (D3), wówczas najniższego krajowego poziomu w kobiecej piłce nożnej. W Trzeciej Dywizji klub walczył o powrót, ale w 2009 i 2010 zawsze plasował się na drugim miejscu. Dopiero w 2010 roku udało się wygrać mecz barażowy z Massenhoven VC i tym samym awansował z powrotem do drugiej ligi. W swoim drugim po powrocie sezonie 2011/12 również zajął drugie miejsce w Tweede Klasse, co dawało szansę na awans do Eerste Klasse dzięki wprowadzeniu Women's BeNe League, w której doszło do połączenia belgijskiej First Division i holenderskiej Eredivisie. W sezonie 2012/13 zespół zajął czwarte miejsce w Eerste Klasse (D2).
W 2013 roku klub połączył się z innym kobiecym klubem piłkarskim z Limburgii, DV Zonhoven, w celu stworzenia mocnego klubu w środkowej Limburgii. Połączony klub kontynuował działalność jako Damesvoetbal Lanaken Zonhoven (DVL Zonhoven), zachowując jednocześnie numer podstawowy Lanaken (w wyniku czego zniknął podstawowy numer Zonhoven 9184). Klub przeniósł się z Neerharen do Basvelden w Zonhoven. Drużyna A Lanakena (w pierwszej lidze) stała się drużyną A połączonego klubu, drużyna A DV Zonhovena (w drugiej lidze) stała odtąd drużyną B.
W 2015 roku klub osiadł w Genk, aby pod nazwą Ladies Genk rywalizować w nowo powstałej Super League (D1), belgijskiej następczyni BeNe League. W 2016 roku zacieśniono współpracę z KRC Genk i zmieniono nazwę klubu na KRC Genk Ladies. Przyjęto również logo i stronę internetową Racing Genk, ale klub zachował odrębny statut i numer rejestracyjny.
W debiutowym sezonie 2016/17 drużyna zajęła czwarte miejsce w lidze. A w kolejnych dwóch sezonach 2017/18 i 2018/19 zdobyła brązowe medale mistrzostw.
Sezon 2019/20 nie dokończono z powodu pandemii COVID-19, wówczas zespół zajmował czwarte miejsce. W sezonie 2020/21 uplasował się na siódmej pozycji. Potem już zajmował miejsca poniżej podium.

## Barwy klubowe, strój, herb, hymn
|  |  |

Klub ma barwy niebiesko-białe. Piłkarki domowe spotkania zazwyczaj grają w niebieskich koszulkach, niebieskich spodenkach oraz niebieskich getrach.

## Sukcesy

### Trofea międzynarodowe
Do chwili obecnej klub jeszcze nigdy nie zakwalifikował się do rozgrywek europejskich.

### Trofea krajowe
| \| \| Zdobyte trofea w rozgrywkach Belgii (stan na: 31-05-2023) \| |                                                           |      |                                    |
| Rozgrywki                                                          | Osiągnięcie                                               | Razy | Sezon(y)                           |
| Mistrzostwo                                                        | I miejsce                                                 | 0    |                                    |
| Mistrzostwo                                                        | II miejsce                                                | 0    |                                    |
| Mistrzostwo                                                        | III miejsce                                               | 2    | 2017/18, 2018/19                   |
| Puchar                                                             | zdobywca                                                  | 0    |                                    |
| Puchar                                                             | finalista                                                 | 2    | 2017/18, 2022/23                   |
| II liga                                                            | I miejsce                                                 | 1    | 2000/01                            |
| II liga                                                            | II miejsce                                                | 4    | 2002/03, 2011/12, 2013/14, 2014/15 |
| II liga                                                            | III miejsce                                               | 0    |                                    |
| Belgia                                                             | Zdobyte trofea w rozgrywkach Belgii (stan na: 31-05-2023) |      |                                    |

### Inne trofea
- 1e Prov. Limburg / Derde Klasse (D3):
  - mistrz (2x): 1996/97, 1998/99
  - wicemistrz (2x): 2008/09, 2009/10

## Poszczególne sezony

### Rozgrywki międzynarodowe

#### Europejskie puchary
Klub nigdy nie uczestniczył w rozgrywkach europejskich.

### Rozgrywki krajowe
| \| Belgia \| Bilans występów klubu w rozgrywkach piłkarskich Belgii (Stan na 31 maja 2023 r.) \| \| |                                                                                  |        |       |   |   |   |    |    |     |                                                   |        |        |      |
| Poziom                                                                                              | Rozgrywki                                                                        | Sezony | Mecze | Z | R | P | B+ | B– | Pkt | Lata                                              | Awanse | Spadki | Naj. |
| I                                                                                                   | Eerste Klasse / Super League                                                     | 11     |       |   |   |   |    |    |     | 2001/02, 2003–2005, od 2015/16                    | 0      | 2      | 3    |
| II                                                                                                  | Tweede Klasse / Eerste Klasse                                                    | 12     |       |   |   |   |    |    |     | 1997/98, 1999–2001, 2002/03, 2005–2008, 2010–2015 | 3      | 2      | 1    |
| III                                                                                                 | Prov. reeks / Tweede Klasse / Derde Klasse                                       | 4+     |       |   |   |   |    |    |     | 19??–1997, 1998/99, 2008–2010                     | 3      | 0      | 1    |
| | Puchar Belgii                                                                    | 25     |       |   |   |   |    |    |     | od 1997/98                                        | 0      | 0      | 2    |
| | Superpuchar Belgii                                                               | 0      |       |   |   |   |    |    |     |                                                   | 0      | 0      |      |
| Belgia                                                                                              | Bilans występów klubu w rozgrywkach piłkarskich Belgii (Stan na 31 maja 2023 r.) |        |       |   |   |   |    |    |     |                                                   |        |        |      |

## Piłkarki, trenerzy, prezydenci i właściciele klubu

### Trenerzy
...
- 2015–2016:  Benny Lemmens
- 2016–2017:  Luc Verstraeten
- 2017–2018:  Patrick Slegers
- 2018–2019:  Guido Brepoels
- 2019–2020:  Luc Verstraeten
- od 2020:  Guido Brepoels

## Struktura klubu

### Stadion
Drużyna rozgrywa swoje mecze domowe w Genk na stadionie Luminus Arena, który może pomieścić 	
23.718 widzów.

## Kibice i rywalizacja z innymi klubami

### Derby
- Sint-Truidense VV
- Standard Liège